# Philippus Lodewijk Begram
Philippus Lodewijk Begram (Leiden, 18 december 1790 - Gorinchem, 24 juli 1866) was een Nederlands landeigenaar, officier van justitie, rechter en politicus.
Begram was een zoon van een Leidse advocaat en studeerde van 1806 tot 1810 in Leiden Romeins en hedendaags recht. Hij was ambachtsheer van Jaarsveld. In 1818 trouwde hij met de dochter van de secretaris en schout van Jaarsveld en burgemeester en secretaris van IJsselstein. Hij was vader van Tweede Kamerlid Warnardus Cornelis Mathildus Begram.
In 1822 werd hij aangesteld als Officier van Justitie bij de rechtbank Gorinchem, wat hij zou blijven tot hij in 1838 werd benoemd tot president van de rechtbank. Hij zou dat blijven tot zijn overlijden in 1866.
In 1837 trad Begram toe tot de Stedelijke Raad van Gorinchem, en van 1840 tot 1850 was hij, met een korte onderbreking in 1848, lid van de Provinciale Staten van Zuid-Holland voor de landelijke stand. In 1848 was hij ook buitengewoon lid van de Tweede Kamer der Staten-Generaal voor Zuid-Holland, ter gelegenheid van de grondwetswijziging. Hij sprak er over de wijziging van de herzieningsprocedure van de Grondwet (hoofdstuk XI) en stemde uiteindelijk vóór de nieuwe grondwet, met uitzondering van de veranderingen aan hoofdstuk XI.
Begram was enige tijd ook actief bij waterschappen, waaronder als dijkgraaf bij het Land van Vianen, als lid van het College van de Lek en als hoogheemraad bij het Hoogheemraadschap Kanaal van de Steenenhoek. Hij was ook directeur van de Bank van Lening in Gorinchem en vicepresident van het College van Regenten der gevangenissen en beambten in Gorinchem (vanaf 1839).
In 1843 is hij benoemd tot Ridder in de Orde van de Nederlandse Leeuw en later ook tot Commandeur in de Orde van de Eikenkroon.
- Biografisch Portaal: 20241386
- International Standard Name Identifier: 0000 0003 9089 9234
- Nederlandse Thesaurus van Auteursnamen: 07191109X
- Parlement.com: vg09llt2udtr
- Virtual International Authority File: 284584023
- WorldCat: E39PBJdrGqr7HyMwKyVXDch4MP